# 松平正路
松平 正路（まつだいら まさみち）は、江戸時代後期の大名。上総大多喜藩の第5代藩主。大河内松平宗家7代。

## 生涯
明和2年（1765年）、第4代藩主・正升の長男として生まれる。天明7年（1787年）2月18日に世子となり、天明8年12月16日（1789年）従五位下・備中守に叙任する。享和3年（1803年）5月23日、父が病気により隠居したため、その跡を継いだ。文化5年（1808年）6月5日（または6月11日）に死去した。享年44。跡を長男の正敬が継いだ。

## 系譜
父母
- 松平正升（父）

正室、継室
- 宣 - 中川久徳の長女（正室）
- 永井直進の娘（継室）

子女
- 松平正敬（長男） 生母は宣
- 松平正従
- 松平正当
- 松平正義（四男）
- 松平正記